# Hamish Burson
Hamish Burson (ur. 13 kwietnia 1987 r. w Wairoa) – nowozelandzki wioślarz.

## Osiągnięcia
- Mistrzostwa Świata Juniorów – Banyoles 2004 – ósemka – 8. miejsce[1].
- Mistrzostwa Świata U-23 – Amsterdam 2005 – czwórka bez sternika – 11. miejsce[1].
- Mistrzostwa Świata U-23 – Račice 2009 – czwórka bez sternika – 1. miejsce[1].
- Mistrzostwa Świata – Poznań 2009 – czwórka bez sternika – 9. miejsce[1].